# Бейсбольний м'яч
Бейсбольний м'яч — м'яч, який використовується в бейсбольному спорті. Він складається з гумового або коркового сердечника, обмотаного пряжею та покритого білою натуральною кінською чи коров'ячою шкірою або синтетичною композитною шкірою. Стандартний бейсбольний м'яч становить від 9 до 9,25 дюйма (229 до 235 мм) в окружності, тобто 2,86 до 2,94 дюйма (73 до 75 мм) у діаметрі, вагою від 5 до 5,25 унції (0,142 до 0,149 кг).
Шкіряне покриття зазвичай складається з двох частин у формі сідла, з'єднаних разом, як правило, червоною ниткою. На звичайному бейсбольному м'ячі 108 стібків. Це зшивання відіграє значну роль у траєкторії кинутого бейсбольного м'яча через опір, спричинений взаємодією між зшивкою та повітрям. Контроль орієнтації стібків і швидкості обертання м'яча дозволяє пітчеру (той, хто кидає м'яч) (pitcher) певним чином впливати на поведінку кинутого м'яча. Зазвичай використовуються такі подачи: кривий м'яч, слайдер, двошовний швидкісний м'яч, чотиришовний швидкісний м'яч, грузило, різаний м'яч і зміну.

## Історія
На початку, в середині 1800-х років у бейсболі існувала велика різноманітність розмірів, форм, ваги та виробництв бейсбольних м'ячів. Ранні бейсбольні м'ячі виготовлялися з гумовим сердечником зі старого розплавленого взуття, обмотаного пряжею та шкірою. У деяких місцях як сердечник використовували також риб'ячі очі. Пітчери зазвичай робили свої власні м'ячі, які використовували протягом усієї гри, пом'якшуючи та розплутуючи в ході гри. Одним із найпопулярніших попередніх дизайнів м'яча був «м'яч з лимонною шкіркою», названий на честь дизайну з чітких чотирьох ліній швів. М'ячі з лимонною шкіркою були темніші, менші та важили менше, ніж інші бейсбольні м'ячі, що спонукало їх летіти далі та підстрибувати вище, спричиняючи дуже високі результати в іграх.
У середині 1850-х років команди в Нью-Йорку та його околицях зустрілися, намагаючись стандартизувати бейсбол. Вони вирішили регулювати вагу бейсбольних м'ячів на рівні 51⁄2 і окружність 8–11 дюймів. Існувало ще багато варіацій бейсбольних м'ячів, оскільки вони були повністю ручної роботи . М'ячі з більшою кількістю гуми та щільнішою обмоткою рухалися далі та швидше (відомі як «живі кулі»), а кулі з меншою кількістю гуми та вільнішою обмоткою (відомі як «мертві кулі») не рухалися так далеко та швидко. Загалом це справедливо для всіх бейсбольних м'ячів. Команди часто використовували ці знання на свою користь, оскільки гравці команди зазвичай виготовляли власні бейсбольні м'ячі для використання в іграх.
Немає згоди щодо того, хто винайшов зшивання у формі вісімки на бейсбольних м'ячах. Деякі історики кажуть, що його придумав Елліс Дрейк, син взуттєвого майстра, щоб зробити покриття міцнішим і довговічнішим. Інші кажуть, що його винайшов полковник Вільям А. Катлер і продав Вільяму Харвуду в 1858 році. Гарвуд побудував першу в країні фабрику з виробництва бейсбольних м'ячів у Нейтіку, штат Массачусетс, і був першим, хто популяризував і масово виробляв бейсбольні м'ячі з дизайном «вісімка».
У 1876 році було створено Національну лігу (NL) і введено стандартні правила та положення. AG Spalding, відомий бейсбольний пітчер, який власноруч виготовляв м'ячі, переконав NL прийняти його м'яч як офіційний бейсбольний м'яч для NL.
У 1910 році була представлений м'ячі з корковим сердечником. Вони пережили бейсбольні м'ячі з гумовим сердечником; і протягом перших кількох років, коли вони використовувалися, м'ячі вдаряли далі та швидше, ніж м'ячі з гумовим сердечником.
У 1920 році в бейсбольні м'ячі було внесено кілька важливих змін. Їх почали виготовляти за допомогою машинних моталок і вищого сорту пряжі з Австралії .
У 1925 році Мілтон Річ запатентував свій сердечник «м'який корок». Це був корковий сердечник, оточений чорною гумою, потім інший шар червоної гуми.
У 1934 році Національна ліга та Американська ліга прийшли до компромісу та стандартизували бейсбол. Вони домовилися про м'який корковий центр; два обмотки пряжі; спеціальне гумоцементне покриття; ще два обмотки пряжі; і, нарешті, покриття з кінської шкіри.
З моменту компромісу бейсбольні м'ячі зазнали лише кількох невеликих змін. Під час Другої світової війни Сполучені Штати заборонили використання гуми для товарів, не пов'язаних з війною, зокрема для бейсбольних м'ячів. Тож у 1943 замість гуми бейсбольні м'ячі виготовляли з гумоподібної оболонки з балати (також використовується в м'ячах для гольфу), яку отримують із певного виду тропічного дерева.
Поява синтетичного каучуку в 1944 призвела до того, що бейсбольні м'ячі повернулися до нормального стану.
У 1974 через з причини дефіциту матеріалу, кінська шкіра була замінена більш поширеною коров'ячою шкірою як покривного матеріалу.
У 1976 MLB (Major League Baseball) припинила співпрацю з фірмою Spalding щодо виробництва їхніх бейсбольних м'ячів і перейшла на Rawlings, яка досі постачає м'ячі для MLB.
Значне збільшення кількості хоум-ранів (home run) з початку бейсбольного сезону 2016 року змусило керівництво MLB створити комітет, який перевірив би виробничий процес. У грудні 2019 року офіційні особи MLB заявили, що нижчий профіль швів, швидше за все, призвів до збільшення хоум-ранів, але також пообіцяли розглянути можливість вивчення цього питання. 5 лютого 2021 року MLB опублікувала записку, у якій говорилося, що Rawlings змінила свій виробничий процес, щоб зменшити відскок м'ячів, і що після тривалих випробувань «… ми переконані, що ці бейсбольні м'ячі відповідають усім нашим характеристикам». У цьому ж меморандумі також зазначено, що більше команд подали заявки на дозвіл використовувати х'юмідори (зволожувачі) для зберігання своїх бейсбольних м'ячів. Станом на 2020 рік лише «Арізона Даймондбекс», «Бостон Ред Сокс», «Колорадо Рокіз» і «Сіетл Марінерс» використовували ці пристрої.

## Огляд

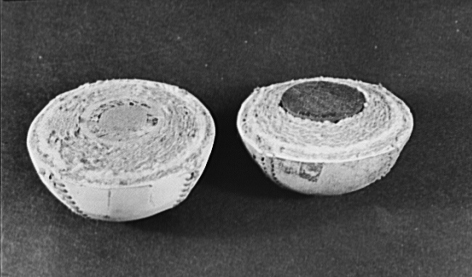
Половинки двох бейсбольних м'ячів; традиційний корковий центр (ліворуч) і гумовий центр

М'які дерев'яні сердечники були запатентовані наприкінці 19 століття виробником спортивного обладнання Spalding, компанією, заснованою колишньою зіркою бейсболу AG Spalding . В останні роки для створення бейсбольних м'ячів використовуються різні синтетичні матеріали; однак вони, як правило, вважаються нижчою якістю, зшиті двома червоними товстими нитками, і не використовуються у вищій лізі . Використання різних типів матеріалів впливає на ефективність гри в бейсбол. Як правило, бейсбольний м'яч із більш щільним намотанням покидає біту швидше й летить далі. Оскільки бейсбольні м'ячі, які використовуються сьогодні, намотуються щільніше, ніж у попередні роки, зокрема в епоху мертвих м'ячів, яка переважала до 1920 року, люди часто кажуть, що м'яч « вичавлений».
Бейсбольні м'ячі, які використовуються в MLB і вищих нижчих лігах (AAA), виготовлені за тими самими специфікаціями, але мають окреме маркування. М'ячі, які використовуються в нижчих нижчих лігах (до AA), мають дещо інші специфікації, щоб зробити ці м'ячі дещо міцнішими.
У 1901 році компанії Spalding і Reach виготовили офіційні бейсбольні м'ячі для Національної та Американської ліг відповідно за вказаною ціною 1,25 долара за одиницю, що сьогодні дорівнювало б 46 доларам. Для порівняння, те саме джерело вказує найякісніші бейсбольні біти всього за 0,75 доларів США. Через високу відносну вартість виробництва м'ячів власники клубів на початку 20 століття не бажали витрачати багато грошей на нові м'ячі, якщо вони не були необхідними. Це не було чимось незвичайним, коли один бейсбольний м'яч вистачав на всю гру, а також коли бейсбольний м'яч повторно використовувався для наступної гри, особливо якщо він все ще був у відносно хорошому стані, як, ймовірно, було б у випадку з м'ячем, введеним наприкінці гри. М'ячі, відбиті у трибуни, поверталися співробітниками команди, щоб їх повернути в гру, як це робиться й сьогодні в деяких інших видах спорту. Під час гри звичайний м'яч знебарвлюється через бруд, а часто й тютюновий сік та інші матеріали, нанесені гравцями; також може виникнути пошкодження, що призведе до невеликих пошкоджень і розривів швів. Це зменшило б напад під час ігор, даючи пітчерам перевагу. Однак після смерті баттера (той, хто відбиває м'яч) Рея Чепмена в 1920 році після удару в голову, можливо, через те, що він погано бачив м'яч у сутінках, було зроблено спробу замінити брудні або зношені бейсбольні м'ячі. Проте, незважаючи на те, що сьогодні в кожній грі використовуються десятки нових м'ячів, деякі правила, призначені виключно для зменшення частоти (і пов'язаних з цим витрат) заміни м'ячів під час гри, залишаються в силі.
Сьогодні команди MLB повинні мати щонайменше 156 бейсбольних м'ячів, готових до використання в кожній грі. У поєднанні з бейсбольними м'ячами, необхідними для тренувань тощо, кожна команда MLB використовує десятки тисяч м'ячів кожного сезону. Однак сучасні бейсбольні м'ячі професійного класу, закуплені гуртом, як у випадку з професійними командами, станом на 2025 коштують лише близько семи доларів за штуку, і, отже, становлять незначну частину операційного бюджету сучасної команди MLB.
Використані в грі бейсбольні м'ячі, які не влучили в трибуни, викинуті арбітром, збираються бейсбоями. Багато бейсбольних м'ячів, які використовуються в історичних іграх, виставлені в Національному залі слави бейсболу та музеї в Куперстауні, Нью-Йорк. Інші бейсбольні м'ячі, пов'язані з важливими подіями в грі, часто аутентифіковано та продаються як пам'ятні речі . Більшість таких продажів сьогодні проводяться на офіційному веб-сайті MLB. Загальний прибуток від таких продажів становить значну частину загальної вартості покупки бейсбольних м'ячів, оскільки навіть м'ячі, які використовуються для відносно незначних досягнень, можуть коштувати сотні чи тисячі доларів.
У 1909 році спортивний магнат і колишній гравець Альфред Дж. Річ запатентував у Панамі сердечник з слонової кістки («горіх зі слонової кістки») та припустив, що він може бути навіть кращим у бейсбольному м'ячі, ніж корковий. Однак президент «Філадельфії Атлетикс» Бенджамін Ф. Шибе, який винайшов і запатентував м'яч із корковим центром, прокоментував: «Я сподіваюся, що ліги приймуть бейсбольний м'яч типу „горіх зі слонової кістки“ так само, як тільки вони візьмуть залізобетонну біту і базу, усіяна сталевими шипами». Обидві ліги взяли на озброєння м'яч Шибе з корковим центром у 1910 році.
Офіційний м'яч вищої ліги виготовляється компанією Rawlings, яка виробляє зшиті м'ячі в Коста-Ріці. Спроби автоматизувати процес виробництва ніколи не були цілком успішними, що призвело до подальшого використання м'ячів ручної роботи.
Протягом 20-го століття Вища ліга бейсболу використовувала два технічно ідентичних, але по-різному позначених м'яча. Американська ліга мала «Офіційну американську лігу» та підпис президента Американської ліги синім чорнилом, а бейсбольні м'ячі Національної ліги мали «Офіційну національну лігу» та підпис президента Національної ліги чорним чорнилом. Боб Феллер заявив, що коли він був новачком у 1930-х роках, бейсбольні шнурки Національної ліги були чорні, переплетені з червоним; Бейсбольні шнурки Американської ліги були синьо-червоними. У 2000 році Вища ліга бейсболу реорганізувала свою структуру, щоб скасувати посаду президентів ліг, і перейшла на один м'яч для обох ліг. Згідно з нинішніми правилами, бейсбольна ліга вищої ліги важить між ними5 та 5+1⁄4 унції (142 та 149 г) , і є9 до 9+1⁄4 дюйма (229—235 мм) в окружності (2+7⁄8—3 дюйм or 73—76 мм в діаметрі) . На бейсбольному м'ячі 108 подвійних стібків або 216 окремих стібків.
Хоча формально рішення про те, чи викинути бейсбольний м'яч, приймається на розсуд головного судді, сьогодні очікується, що бейсбольні м'ячі будуть негайно замінені навіть після незначних подряпин, зміни кольору та небажаної текстури, які можуть виникнути під час гри. М'ячі, які використовуються для розминки перед грою, часто дарують уболівальникам. Оскільки бейсбольні м'ячі майже завжди замінюються після кожного тайму, гравці все частіше дають м'ячі, які використовуються для завершення півінінгу, уболівальникам у перших рядах, або передаючи м'яч уболівальнику (особливо дитині) у першому ряду, або обережно кинувши його на трибуни, особливо якщо гравець, який тримає його, є гравцем домашньої команди, який знаходиться поблизу трибун, як, наприклад, часто буває, коли аутфілдер (outfielder) ловить флайбол (fly ball). МЛБ давно визнає, що будь-який м'яч, який потрапляє у володіння глядача будь-яким законним способом після входу на трибуни, негайно стає власністю цього глядача, незважаючи на те, що м'ячі, вбиті за межі парку у важливих випадках (встановлення рекорду або з особистих причин) уболівальник, який спіймав або іншим чином витягнув їх, часто вимагає повернути їх або безкоштовно пожертвувати вболівальником.
Без належної підготовки кидати офіційний бейсбольний м'яч професійного рівня дуже небезпечно, оскільки він дуже гладкий і твердий. За правилом, м'ячі, які використовуються в професійних іграх, повинні бути натерті грязюкою, відомою як «грязь для розтирання», яка зазвичай наноситься або суддями, або кимось, хто працює під їхнім наглядом, перед кожною грою, і призначена для полегшення зчеплення пітчера. Оскільки грязюка змінює колір м'яча, багато вболівальників вважають за краще купувати м'ячі, які не використовуються в іграх, для таких цілей, як збір автографів тощо.
Існують три поширені форми бейсбольного м'яча: стандартний шкіряний м'яч, який широко використовується у спорті; гумова версія, яка використовується в Японії для дитячого бейсболу; і м'якший, але «тренувальний» м'яч, який в основному використовується в приміщенні:
- Бейсбольний або жорсткий бейсбольний м'яч — звичайний бейсбольний м'яч, який використовується у MLB, в Японії використовується в бейсболі середніх шкіл і вище для (хардболу) бейсболу, який називається хардбол або бейсбол.
- Гумовий бейсбольний м'яч або Nanshiki — Використовується для гумового бейсболу, який зазвичай грають до середньої школи в Японії; іноді називають японським гумовим бейсбольним м'ячем
- М'який (компресійний) бейсбольний м'яч — використовується для тренувань у битві та польових тренувань або м'якого бейсболу, у який можна безпечно грати в приміщенні, зазвичай виготовляється з поліуретану (PU).

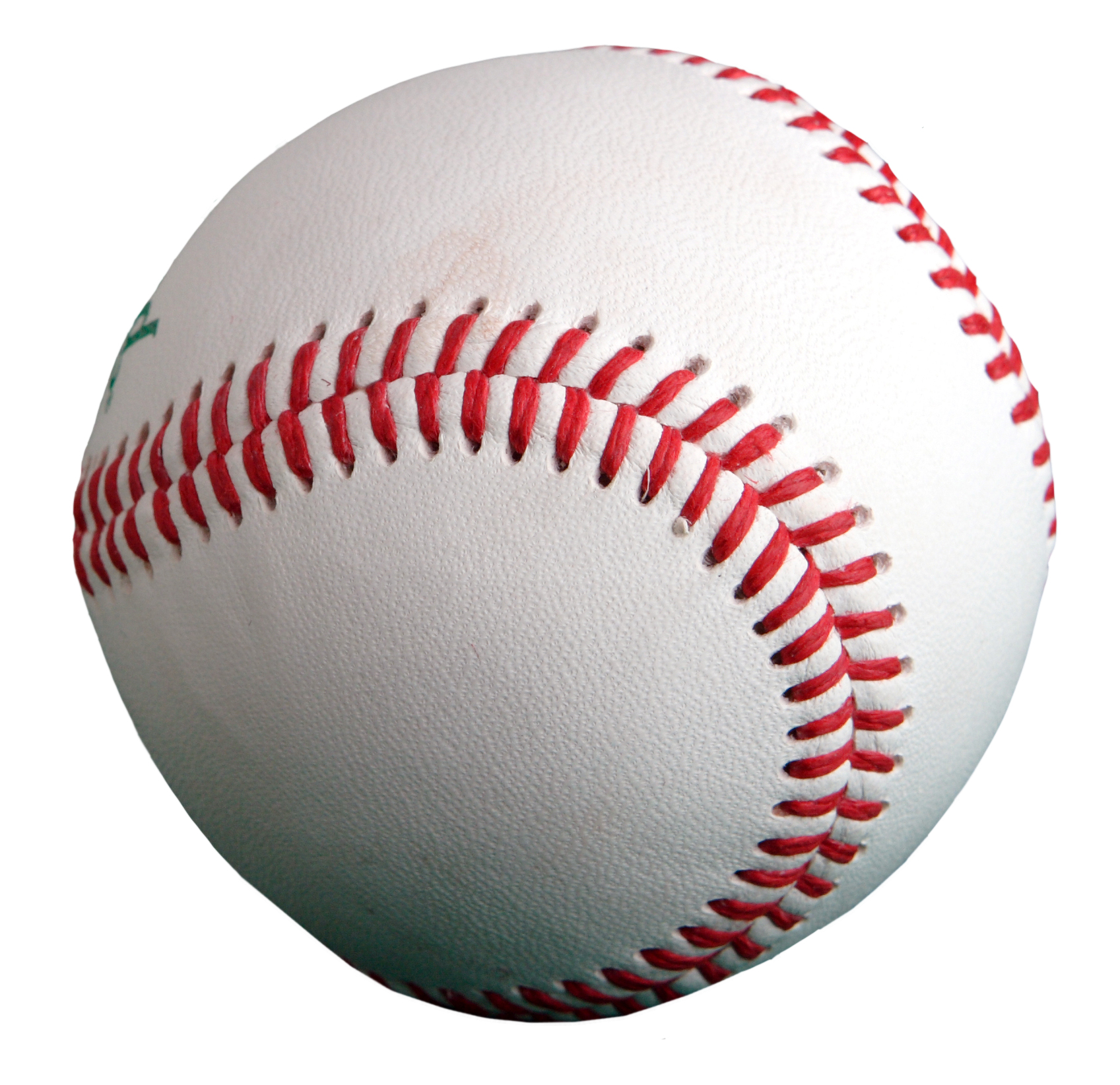
Звичайний бейсбольний м'яч
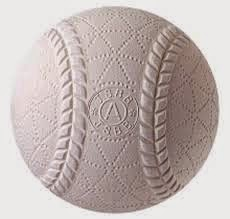
Гумовий бейсбольний м'яч
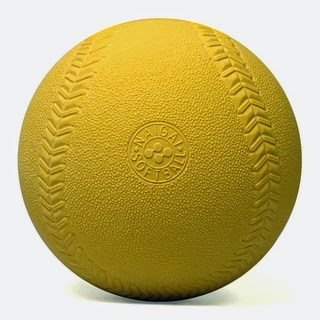
М'який (компресійний) бейсбольний м'яч

## Відомі бейсбольні м'ячі
Любителі ловити бейсбольні м'ячі, прив'язані до віх MLB, стали частиною гри відтоді, як паркани стали її частиною, з часом вони все частіше зберігаються (і стають ціннішими):
- М'яч, яким Марк Макґвайр влучив у свій 70-й хоум-ран у бейсбольному сезоні 1998 року, встановивши тоді новий рекорд, був проданий фанатом Тодду Макфарлейну за 3,2 мільйона доларів США на аукціоні[13].
- Ларрі Еллісон, якого не плутати з однойменним підприємцем програмного забезпечення, відновив 660-й і 661-й хоум-рани Баррі Бондса[14].
- 73-й хоум-ран Баррі Бондса в сезоні 2001 року. Це був останній хоум-ран його історичного, рекордного сезону, коли він побив односезонний хоум-ранний рекорд Марка МакГвайра . Право власності на м'яч викликало суперечки та судовий процес між двома людьми, які стверджували, що зловили його. Ця історія була перетворена в документальний фільм Up for Grabs. Його продали на аукціоні Тодду Макфарлейну за 450 000 доларів[15].
- Рекордний 756-й хоум-ран Баррі Бондса, який побив рекорд Хенка Аарона, який був спійманий уболівальником «Нью-Йорк Метс» у 2007 році[16] Пізніше він був проданий на онлайн-аукціоні за понад 750 000 доларів Марку Еко, нью-йоркському модельєру[17].
- 3000-й удар Дерека Джетера, хоум-ран, був спійманий фанатом «Нью-Йорк Янкіз», який повернув м'яч «Янкіз» і отримав подарунки та пам'ятні речі на суму близько 70 000 доларів[18].
- 61-й односезонний хоум-ран Роджера Маріса був спійманий голими руками водієм вантажівки. М'яч був проданий за 5000 доларів[19].

Інші відомі бейсбольні м'ячі:
- Хоум-ран Бейба Рута в матчі всіх зірок MLB 1933 року був проданий за понад 800 000 доларів. Це теж було підписано ним.[20]
- У 1999 році на аукціоні 755-й м'яч Хенка Аарона був проданий за 650 000 доларів. М'яч зберігався в сейфі протягом 23 років після того, як наглядач Річард Арндт був звільнений з «Мілуокі Брюерз» за те, що він не повернув м'яч, хоча він намагався це зробити напередодні.[21]
- Бейсбольний м'яч, підписаний Джо Ді Маджіо та Мерилін Монро (які були одружені менше року) у 1961 році під час весняних тренувань у Флориді, продали на аукціоні за 191 200 доларів.[22]
- М'яч, який прокотився між ніг Білла Бакнера (і коштував Бостону додаткових подач) під час Світової серії 1986 року, був проданий на аукціоні за 418 250 доларів.[23]
- Стів Бартман втручався в гру під час спроби зловити м'яч з фолом, через що Чикаго Кабс не змогли отримати аут у " Іннінгу " під час NLCS 2003 року . Втрачений м'яч поцупив чиказький адвокат і продав його на аукціоні в грудні 2003 року. Грант ДеПортер придбав його за $113 824,16 від імені ресторанної групи Гаррі Кейра . 26 лютого 2004 року його публічно підірвали за допомогою процедури, розробленої шанувальником Cubs та лауреатом премії «Оскар» експертом зі спецефектів Майклом Лант'єрі . У 2005 залишки кульки були використані рестораном у соусі для пасти. Хоча жодної частини самої кульки не було в соусі, кульку варили у воді, пиві, горілці та травах, а пар уловлювали, конденсували та додавали до кінцевої суміші.[24]